# Montner
Montner (em catalão:  Montner) é uma comuna francesa na região administrativa da Occitânia, no departamento dos Pirenéus Orientais. Estende-se por uma área de 10.98 km², e possui 343 habitantes, segundo o censo de 2018, com uma densidade de 31 hab/km².